# 2-Ethylanthrachinon
2-Ethylanthrachinon ist eine chemische Verbindung aus der Gruppe der Anthrachinone.

## Gewinnung und Darstellung
2-Ethylanthrachinon kann durch Reaktion von Phthalsäureanhydrid und Ethylbenzol gewonnen werden. Es sind auch andere Syntheseverfahren bekannt.

## Eigenschaften
2-Ethylanthrachinon ist ein brennbarer, schwer entzündbarer, kristalliner, gelber, geruchloser Feststoff, der praktisch unlöslich in Wasser ist.

## Verwendung
2-Ethylanthrachinon kann als Photoinitiator für die Vernetzung oder den Abbau von Polyethylen verwendet werden. Die Verbindung wird auch zur Herstellung von Wasserstoffperoxid durch Hydrierung mit Hilfe von Palladium/Polyanilin als Katalysatoren verwendet.